# Rónald Marín
Rónald Marín Duran, né le 2 novembre 1962, est un footballeur international costaricien. Il évoluait au poste de défenseur.

## Biographie
Rónald Marín est retenu par le sélectionneur Bora Milutinović afin de participer à la Coupe du monde 1990 organisée en Italie. Lors du mondial, il ne joue aucun match.

## Palmarès
- Champion du Costa Rica en 1986 et 1988 avec le CS Herediano[2]